# GW170817

Het GW170817 signaal zoals gemeten door het LIGO en Virgo zwaartekracht golf meetstations

GW170817 was een signaal van een zwaartekrachtgolf dat geobserveerd werd door de detectorinstallaties LIGO en Virgo op 17 augustus 2017. Deze golf wordt verondersteld geproduceerd te zijn door een paar neutronensterren die op elkaar botsten. Het is het eerste geval van een optische gebeurtenis die gekoppeld kon worden aan de detectie van een zwaartekrachtgolf. De vijf eerdere observaties van zwaartekrachtgolven, verondersteld te zijn veroorzaakt door onzichtbare zwarte gaten, worden geacht te hebben plaatsgevonden zonder een productie van observeerbare elektromagnetische straling. De nasleep van deze samensmelting is echter waargenomen door 70 observatoria, op alle 6 de continenten en ook in de ruimte. Deze waarnemingen kwamen over het gehele elektromagnetische spectrum binnen en markeren een historisch moment voor het 'multi-messenger astronomy' concept (astronomie met gelijktijdige waarnemingen door meerdere bronnen).
Dit signaal van een zwaartekrachtgolf, genaamd GW170817, had een duur van plusminus 100 seconden en toont de eigenschappen van intensiteit en frequentie zoals men die zou verwachten bij een spiraalvormige botsing van twee neutronensterren. De analyse van het minimale tijdsverschil van de aankomsttijd van de zwaartekrachtgolf bij de drie detectorlocaties (twee LIGO installaties en één Virgo) gaf een mogelijkheid om de locatie te bepalen. Geheel los van deze detecties werd een korte (~ 2 seconden durende) gammaflits, GRB170817, waargenomen door de gamma-detecterende satellieten Fermi Gamma-ray Space Telescope en INTEGRAL, 1,7 seconde na de ontvangst van de golf. Deze satellieten hebben een gelimiteerde mogelijkheid om de richting van de ontvangst te bepalen, maar gaven een groot gedeelte van de hemel aan dat overlapte met de positie van de bron van de zwaartekrachtgolf. Er wordt al heel lang vermoed dat kortstondige gammaflitsen veroorzaakt worden door het samensmelten van neutronensterren. 
Hierna begon men een intensieve campagne om de verwachte emissie in de optische golflengten op te sporen. Een astronomische gebeurtenis van voorbijgaande aard, oftewel een transient, genaamd AT 2017gfo, uit het sterrenstelsel NGC 4993, werd 11 uur na de ontvangst van de zwaartekrachtgolf gevonden. Deze gebeurtenis werd door meerdere telescopen tegelijk gezien, op golflengten van radiogolven tot röntgenstraling, gedurende de daar opeenvolgende dagen en weken. Het bleek hier om een zich snel verplaatsende, snel afkoelende wolk van materie te gaan, rijk aan neutronen. Precies de uitstoot die men zou verwachten van een paar samensmeltende neutronensterren.
In oktober 2018 rapporteerden astronomen dat een opgevangen gammaflits GRB 150101B uit 2015, veel eigenschappen deelt met GW170817. De gelijkenissen tussen deze twee gebeurtenissen, in de eigenschappen van de gammastraling, optica en röntgenstraling, alsmede de aard van de geassocieerde sterrenstelsels, zijn "opmerkelijk". Deze opvallende overeenkomsten suggereren dat deze twee afzonderlijke en zelfstandige gebeurtenissen beide het resultaat zouden kunnen zijn van een samensmelting van neutronensterren. Ze kunnen beiden weleens tot een tot nog toe onbekende klasse van kilonova-gebeurtenissen behoren. Hieruit kan volgens sommige onderzoekers afgeleid worden dat deze kilonovae weleens veel vaker en in meerdere vormen plaats kunnen vinden dan eerder werd aangenomen.

## De detectie van de zwaartekrachtgolf
Het signaal van de zwaartekrachtgolf duurde plusminus 100 seconden, beginnend op een frequentie van 24 hertz. Het besloeg ongeveer 3000 cycli, toenemend in amplitude en frequentie tot een paar honderd hertz in het typische patroon wat men verwacht bij een spiraalvormig botsingspatroon, eindigend in de botsing ontvangen op 12:41:04.4 UTC. De Virgo-installatie in Italië ving het signaal als eerste op, gevolgd door het LIGO in Louisiana, 22 milliseconden later en als laatste ving het LIGO in Washington, het nog 3 milliseconden later op. 
Een automatische zoekopdracht van de computer in de LIGO-Hanford datastroom activeerde een alarm naar het LIGO-team, ongeveer zes minuten na de gebeurtenis. Het alarm voor een gammaflits was toen al uitgegeven (16 seconden na de gebeurtenis). Hierdoor ging men automatisch uit van een associatie tussen beide signalen. Het LIGO/Virgo-team gaf een voorlopig alarm uit aan astronomen (met alleen de grove gammaflitslocatie) 40 minuten na de ontvangst.
Het bepalen van de precieze locatie in de hemel van de transiënt vergde het samenvoegen van de gegevens van de drie interferometers, dit liep vertraging op door twee problemen. De data van Virgo was vertraagd door een verzendingsprobleem en de data van de LIGO in Livingston raakte vervuild door een korte uitstoot van instrumenteel geluid een paar seconden voor de piek van de gebeurtenis. Hierdoor waren handmatige interpretaties nodig voor de hemellocatie 4,5 uur na het signaal kon worden verzonden. De drie detectie-datasets plaatsten de bron van het signaal in een gebied van 31 vierkante graden in de zuidelijke hemel met een probabiliteit van 90%. Nog nauwkeurigere berekeningen verkleinden het zoekgebied later naar 28 vierkante graden. Wat bijzonder goed van pas kwam was het ontbreken van een duidelijke signaaldetectie door Virgo. De onderzoekers leidden hieruit af dat het signaal uit de blinde vlek van Virgo moest komen. Deze afwezigheid droeg flink bij om de locatie te kunnen bepalen.

## De detectie van de gammaflits

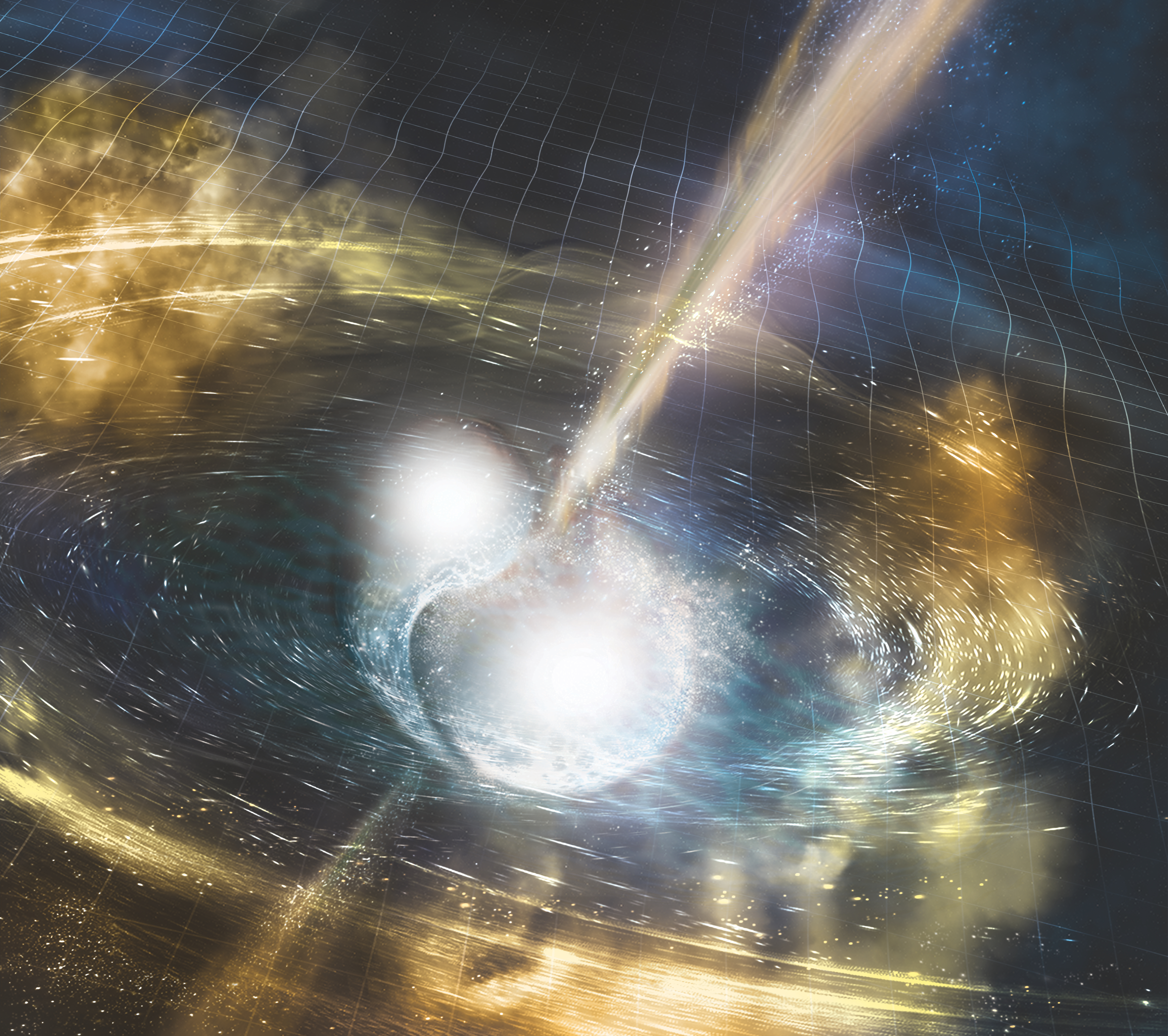
Artistieke impressie: twee neutronensterren die samensmelten.

Het eerste elektromagnetische signaal was GRB 170817A, een kortstondige gammaflits die ongeveer 1,75 seconde na de samensmelting gedetecteerd werd en duurde ook ongeveer 2 seconden. 
GRB 170817A werd door de Fermi-satelliet ontdekt, waarna een automatische alert slechts 14 seconden na detectie werd verzonden. Nadat het LIGO/Virgo een rondzenden deed na 40 minuten, kwam men via handmatige verwerking erachter dat ook de INTEGRAL dezelfde gammaflits had ontvangen. Het verschil in ontvangsttijd tussen de Fermi en de INTEGRAL heeft de locatiebepaling ook geholpen.
Deze gammaflits was zwakker dan verwacht als men de locatie van NGC 4993 in acht neemt, mogelijk omdat de kosmische jet niet exact op de aarde was gericht. Men vermoedt een zijdelingse invalshoek van 30 graden.

## De elektromagnetische nasleep

Foto van Hubble van NGC 4993 met rechtsboven het GRB170817A-signaal. Bronnen zijn NASA en de ESA.

Optische lichtkrommingen.

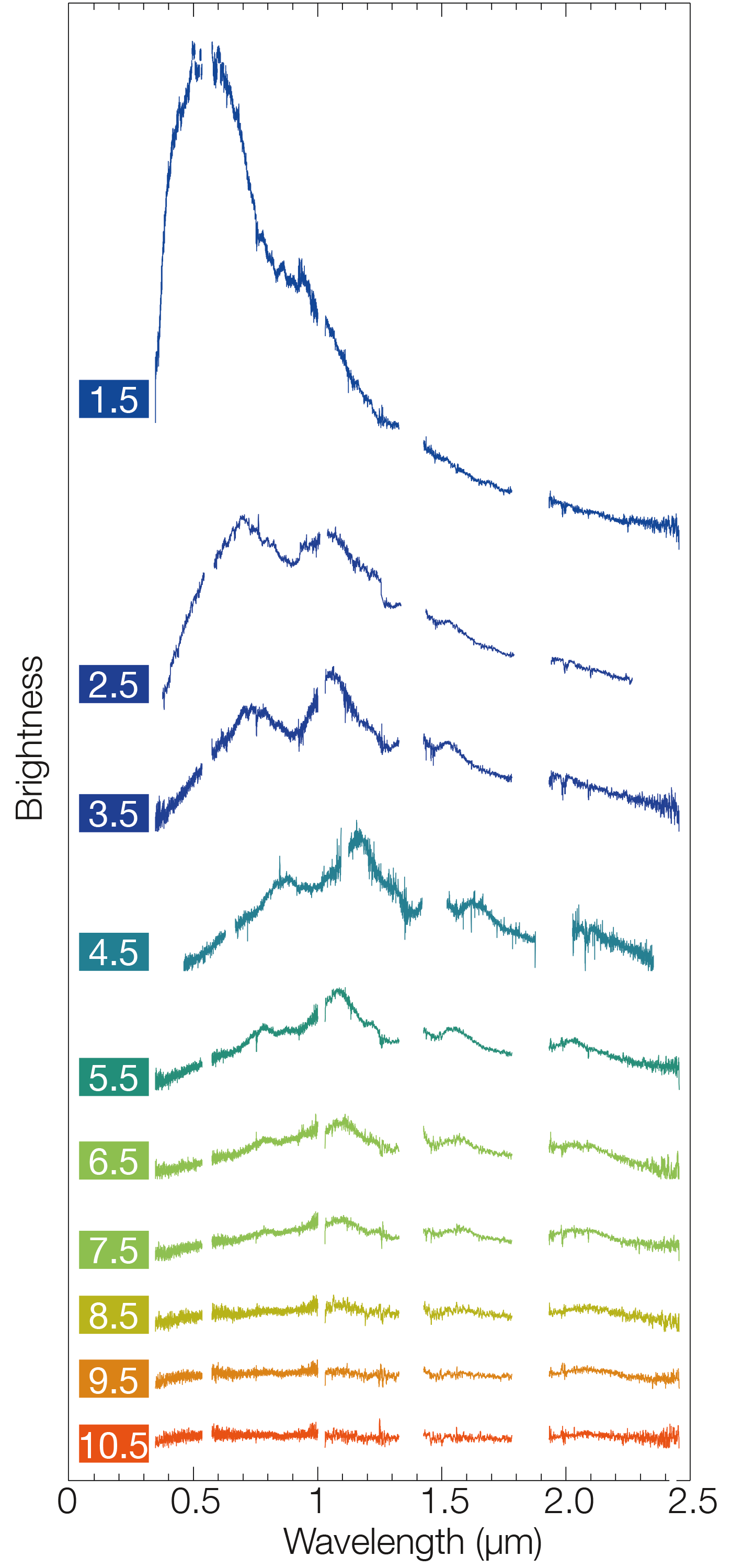
De verandering in optische en nabij infrarood van de kilonova in NGC 4993.

Een reeks alarmeringen werd verzonden naar andere astronomen, beginnende met een rapport van de gammaflitsdetectie en enkele detectoren van LIGO op 13:21, en een hemellocatie om 17:54 UTC. Hierop startte een grootscheepse zoekactie door heel veel astronomen en automatische telescopen. Bovenop het feit dat het zoekgebied behoorlijk groot was (ongeveer 150 keer het oppervlak van een volle maan), werd deze zoektocht ook bemoeilijkt omdat het zoekgebied vlak bij de Zon was en daarom zichtbaar voor hooguit een paar uur na de schemering.
Zes teams in totaal (SSS, DLT30, VISTA, Master, DECam en het Las Cumbres) hebben de nieuwe bron onafhankelijk van elkaar vastgesteld. Het eerst was het Swope Supernova Survey in de Las Campanas-observatorium in Chile. Dit werd door hen in een foto van NGC 4993 gevonden die 10 uur en 52 minuten na de gebeurtenis werd gemaakt. Ze noemden hun detectie SSS17a in een circulair rondschrijven 12 uur en 26 minuten na de gebeurtenis. Later kreeg het de officiële IAU aanduiding AT 2017gfo. Het SSS team bekeek alle sterrenstelsels in het stukje heelal dat de zwaartekrachtgolf voorspelde en identificeerde een enkel nieuwe transiënt. 
Het detecteren van de optische en infrarode bron gaf een gigantische verbetering in het lokalisatieproces, waardoor de onzekerheid werd gereduceerd van enkele graden naar 0,0001 graad; hierdoor konden vele grote grond- en ruimtelescopen de bron de volgende dagen en weken observeren. Slechts enkele uren na het lokaliseren werden vele observaties gemaakt in het optische en infraroodspectrum. De dagen erna veranderde de kleur van de optische bron van blauw naar rood vanwege de expansie en het afkoelingsproces. De eerst ontvangen spectra waren bijna eigenschapsloos maar na enkele dagen werden brede eigenschappen waargenomen die uitgeschoten materie suggereerden bewegend met 10% van de lichtsnelheid.
15,3 uur erna werd deze bron ontvangen in het ultraviolet door de Swift. 9 dagen later werd de bron in röntgen voor het eerst ontvangen door het Chandra X-ray Observatory. 16 dagen na de samensmelting werd de bron ook in de radiogolf frequentie waargenomen door de Very Large Array. Meer dan 70 observatoria die het elektromagnetisch spectrum ontvangen hebben de bron geobserveerd. 
Er zijn meerdere aantrekkelijke bewijsstukken gevonden dat AT 2017gfo inderdaad de nasleep is van GW170817: de kleur evolutie en spectra zijn significant anders dan van welk ook voorheen bekende supernova. De afstand van NGC 4993 komt overeen met wat onafhankelijk bepaald werd aan de hand van het GW signaal. Er zijn geen andere transients gevonden in het zoekgebied. En voor het laatste bewijs voert men aan dat meerdere foto's uit de archieven niets bijzonders lieten zien op de locatie van AT 2017gfo, het kan dus geen veranderlijke ster uit de Melkweg zijn op de voorgrond.
Op 9 december 2017 rapporteerden astronomen een intensivering van röntgenstraling van GW170717/GRB 170817A/SSS17a.
Op 8 mei 2018 werd de eerste statistisch significante afname van röntgenstraling van GW170817 gerapporteerd. 
Op 9 augustus 2018 rapporteerden astronomen een vergelijking van de röntgen lichtkromme van de observaties van XMM-Newton en Chandra van GW170817 en noteerden een consistentie van ongeveer 162 (XMM-Netwon) en 159,7 (Chandra) dagen na de samensmelting van de neutronensterren.
Op 13 augustus 2018 rapporteerden astronomen van het Chandra X-ray Observatorium dat de röntgenstraling nagloed van de neutronensterren versmelting geassocieerd met GW170817 begon te vervagen met een toenemende snelheid op 358,6 dagen na de transient.

## Andere detectiemethoden
Er zijn geen neutrino's gedetecteerd die overeenkomen met de bron in het onderzoek van GW170817 door het IceCube Neutrino Observatorium, het ANTARES onderzoeksstation of het Pierre Auger Cosmic Ray Observatory. Een mogelijke verklaring voor het ontbreken hiervan is dat de samensmelting op een hoek met de aarde plaatsvond waardoor de voortvloeiing van zulke deeltjes niet op de aarde gericht was.

## De astrofysische oorsprong en de bijproducten
Uit het signaal van de zwaartekrachtgolf was op te maken dat hij geproduceerd is door een botsing van twee neutronensterren met een totale massa van {\displaystyle \mathrm {^{+0,47}_{-0,09}2,82} } M☉ (zonsmassa). Als men aanneemt dat de rotatiesnelheid laag was van beide objecten, zoals overeenkomt met die geobserveerd in binaire neutronensterren, stelt men de totale massa op {\displaystyle \mathrm {^{+0,04}_{-0,01}2,74} } M☉.
De waarden van de massa van de afzonderlijke sterren hebben een grotere onzekerheid. De zwaarste van de twee had met 90% zekerheid een massa tussen 1,36 en 2,26 M☉. De kleinere van de twee was voor 90% zeker tussen 0,86 en 1,36 M☉. Gaat men echter uit van een lage rotatiesnelheid dan zijn de waarden bepaald op tussen 1,36 en 1,60 M☉ en 1,17 tot 1,36 M☉.
Ook hebben astronomen aan de hand van het signaal van de zwaartekrachtgolf een zogeheten 'chirp massa' bepaald. Dit is een direct observeerbare eigenschap die zich ruwweg verhoudt tot de geometrische massa. Deze is bepaald op {\displaystyle \mathrm {^{+0,004}_{-0,002}1,188} } M☉.
Een samensmelting van neutronensterren wordt verondersteld te resulteren in een kilonova, met een karakteristieke gammaflits, gevolgd door een lange optische nagloed. De energie voor deze gloed wordt ontleend aan het radioactief verval van zware r-proces (d.w.z. door snelle neutronenvangst gevormde) atoomkernen. Kilonovae zijn geschikte kandidaten om de productie van de helft van alle chemische elementen, zwaarder dan ijzer, in het heelal te verklaren. Men veronderstelt dat er in totaal 16.000 aardmassa's (symbool M⊕) aan zware elementen is ontstaan, inclusief ongeveer 10 M⊕ aan goud en platina.
Men theoretiseert dat in eerste instantie een extreem zware neutronenster is gevormd welke binnen een paar milliseconden instortte tot een zwart gat. Dit omdat er zoveel materie is weggeslingerd (materie die anderzijds geabsorbeerd had kunnen zijn tot zwart gat). Ook vond men initieel geen bewijs voor een overlevende neutronenster, aangezien men geen elektromagnetische straling kon waarnemen, die karakteristiek is voor een vertragende roterende neutronenster. 
In een publicatie van 1 januari 2019 wordt dit toch in twijfel getrokken en vond men bewijs voor een extreem zware magnetar en dus geen zwart gat.

## Het wetenschappelijk belang
De wetenschappelijke interesse in deze observatie was enorm. Op de dag van aankondigen werden tientallen voorlopige artikelen (en ongeveer 100 preprints) gepubliceerd. Inclusief 8 brieven in het prestigieuze Science, 6 in Nature en 32 in een speciale uitgave van het Astrophysical Journal over deze detectie. Deze interesse en de inspanningen waren wereldwijd; het artikel dat de multi-messenger observaties beschrijft heeft vierduizend astronomen als coauteur (ongeveer een derde van de astronomische gemeenschap van de wereld) van meer dan 900 instellingen. Er werden meer dan 70 observatoria gebruikt op alle 6 de continenten en in de ruimte.
Dit is wellicht niet de eerste keer dat men een samensmelting van neutronensterren waarneemt; de gammaflitsen GRB 080503 en GRB 130603B waren een paar van de eerste kandidaten voor het waarnemen van kilonovae. Het is deze keer echter verreweg het best waargenomen en wordt beschouwd als het beste bewijs voor de hypothese dat het samensmelten van dubbelsterren verantwoordelijk is voor de korte gammaflitsen uit het heelal. 
Deze waarneming geeft ons ook een limiet voor het verschil in snelheid van een zwaartekrachtgolf en de lichtsnelheid. Aangenomen wordt dat de eerste fotonen verzonden werden tussen de nul en tien seconden na de piek van de zwaartekrachtgolfemissie. vGW − vEM wordt beperkt tussen −3×10−15 en +7×10−16 maal de lichtsnelheid, een verbetering op de vorige schattingen in 14 ordes van grootte. Ook geeft het weer een nieuwe kijk op andere al bestaande theorieën.
Zwaartekrachtgolven zoals GW170817 kunnen wellicht in de toekomst gebruikt worden als standaardkaars om een onafhankelijke meting van de Wet van Hubble-Lemaître te verkrijgen. Een eerste schatting afgeleid van deze observatie is 70,0 {\displaystyle \mathrm {^{+12,0}_{-8,0}(km/s)} } /Mpc, ruwweg overeenkomend met de beste bestaande schattingen. Men verwacht in de komende vijf jaar voldoende zwaartekrachtsgolven te kunnen waarnemen om een schatting met minder dan 2 procent onzekerheid te kunnen maken en dit binnen tien jaar naar 1 procent terug te dringen.
De elektromagnetische waarnemingen ondersteunen de theorie dat bij samensmeltingen van neutronensterren atoomkernen worden gevormd door het invangen van snelle neutronen. Dit proces wordt r-process (rapid neutron capture process) genoemd. Volgens deze theorie zijn deze samensmeltingen voor een groot deel verantwoordelijk voor de productie van elementen zwaarder dan ijzer.
In september 2018 rapporteerden astronomen gerelateerde studies naar mogelijke samensmeltingen van neutronensterren en witte dwergen, onderling en met elkaar.
In oktober 2017 heeft Stephen Hawking in zijn laatste uitgezonden interview het algehele wetenschappelijk belang van GW170817 benadrukt.